# FK Krasnodar

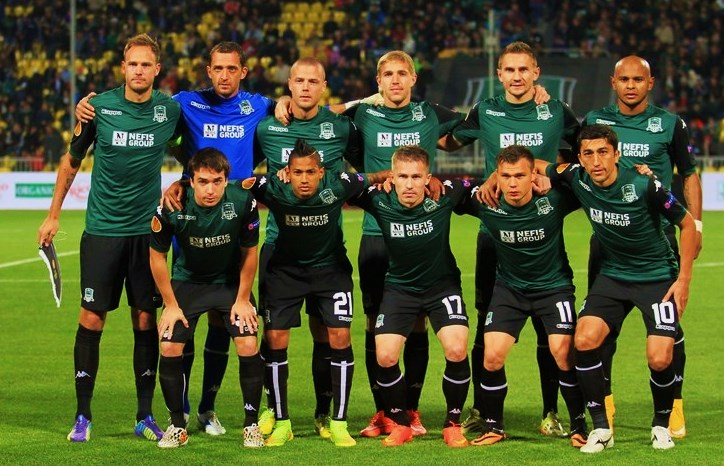
Team van 2015

FK Krasnodar (Russisch: Футбольный клуб Краснодар) is een Russische voetbalclub uit Krasnodar.

## Geschiedenis
De club werd opgericht in 2008 en begon dat jaar in de tweede divisie, de derde hoogste klasse. De club eindigde derde, wat geen recht gaf op promotie, maar door licentieproblemen met SKA Rostov en Sportakademklub Moskou kon de club toch al meteen promoveren. In het eerste seizoen eindigde de club tiende. Doordat de grote stadsrivaal en traditieclub Koeban Krasnodar na dit seizoen degradeerde uit de Premjer-Liga speelden beide clubs in juni 2010 voor het eerst in competitieverband tegen elkaar. Koeban werd uiteindelijk kampioen en FK vijfde, net als twee jaar eerder profiteerde de club van licentieproblemen van andere clubs en promoveerde zo drie jaar na de oprichting al naar de hoogste klasse.
Voor het eerst sinds de Russische onafhankelijkheid speelden twee clubs uit dezelfde stad, buiten Moskou, in de hoogste klasse. Na twee plaatsen in de middenmoot eindigden ze in 2014 op een vijfde plaats, waardoor ze voor het eerst Europees voetbal mochten spelen, ook werd de bekerfinale bereikt. Ze strandden in de groepsfase van de Europa League. In 2015 eindigde de club samen met CSKA Moskou op een gedeelde tweede plaats, maar zag deelname aan de Champions League aan zijn neus voorbij gaan door een slechter doelsaldo. In de Europa League kon de club de groepsfase overleven en ging er in de 1/16 finale uit tegen Sparta Praag. In 2016 werd de club vierde en dat terwijl stadsrivaal Koeban degradeerde. In de Europa League van 2016/17 bereikten ze opnieuw de tweede ronde en konden die deze keer overleven tegen Fenerbahçe. In de 1/8ste finale tegen Celta de Vigo verloor de club beide wedstrijden. Zowel in 2017 als 2018 eindigde de club vierde, dat laatste jaar ging rivaal Koeban failliet. In 2019 eindigde de club in de top drie en plaatste zich zo voor de Champions League.

## Eindklasseringen (grafisch) vanaf 2008
| 3 |

| 10 |

| 5 |

| - |

| 9 |

| 10 |

| 5 |

| 3 |

| 4 |

| 4 |

| 4 |

| 3 |

| 3 |

| 10 |

| Premjer-Liga | FNL | 2e divisie |

## In Europa
FK Krasnodar speelt sinds 2014 in diverse Europese competities. Hieronder staan de competities en in welke seizoenen de club deelnam:
- Champions League (2x)

2019/20, 2020/21
- Europa League (7x)

2014/15, 2015/16, 2016/17, 2017/18, 2018/19, 2019/20, 2020/21